# Videohra pro více hráčů

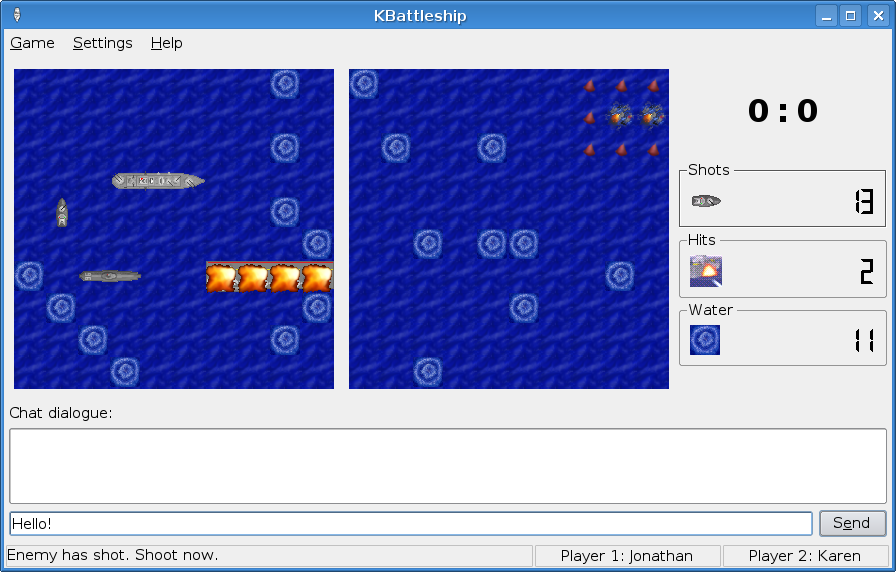
KBattleship je jedna ze základních her pro více hráčů

Multiplayer (česky hra pro více hráčů, hra o více hráčích) je herní termín převzatý z angličtiny označující programovou možnost videohry hrát tutéž hru ve stejný čas v několika hráčích najednou.
Opakem multiplayeru je singleplayer.

## Multiplayerové videohry
Existují různé různé kombinace, jak je možnost multiplayeru do her zapracována:
- Hry, které mají klasickou singleplayer část (kampaně, jednoho hráče, příběhová část), a multiplayer (přes LAN nebo internet) je dodán jako možnost navíc. Sem patří zejména strategie jako Age of Empires nebo Warcraft. Můžeme sem zařadit i různé akční hry jako Doom nebo Call of Duty.
- Hry, které jsou tvořeny primárně pro hraní přes internet, nebo lokální síť (LAN). Přesto je lze hrát i na jednom počítači bez připojení k jakékoliv síti. Sem patří například Unreal Tournament, Battlefield, Star Wars: Battlefront, Trackmania Nations Forever nebo Team Fortress 2.

Existují různé architektury multiplayerů:
- Hry hratelné pouze přes internet: Tyto hry neobsahují režim hry pro jednoho hráče (singleplayer). Hraje se většinou na serverech o stovkách nebo tisících hráčů (záleží na hře a stabilitě sítě, nejčastěji mezi 20 až 40 hráči). Patří sem především tzv. MMORPG (Massive multiplayer online role playing game), jako je World of Warcraft, Lineage, Ragnarok Online, Star Wars: Galaxies a další.
- Hry přes LAN:
  - Buď s aktivovanou funkcí navíc na jednom z hráčských počítačů, jako server pro ostatní, např. hostujícím společné prostředí,
  - nebo jako ryzí peer-to-peer bez serveru.
- Hry, které se dají hrát na jednom počítači:
  - hráči hrají souběžně, dokonce i na stejné obrazovce. Pokud každý z hráčů má svůj vlastní obraz, obrazovka se rozdělí na části (anglicky „split screen“). Typicky pak jde o real-time akce, v reálném čase.
  - hráči se střídají na jedné židli (anglicky „hot seat“, horké křeslo), v daný okamžik pak hru plně ovládá právě jen jeden hráč. Typicky pak jde o střídání hráčů po kolech či tazích.

## Herní servery a sítě
Akční hry jako Doom nebo Half-Life se mohou hrát na tzv. dedikovaných serverech. Tento server je určen pro koordinaci pohybu a chování hráčů. Stará se o mapu, na níž se zrovna hraje, případně ji po skončení hry (ať už z důvodu vypršení časového limitu, nebo dosažení určitého počtu fragů) vymění za jinou (v některých hrách lze změnu mapy vyvolat hlasováním hráčů).
Strategické hry oproti hrám akčním mohou nabízet hraní přes tzv. herní sítě. Největší z nich je Battle.net, ale existují i další sítě jako GameSpy, Westwood Online, WormNet, BlueByte Game Channel. Herní sítě jsou založeny na peer to peer architektuře. Klient se nejdříve připojí k serveru a zde do herní místnosti, kde může chatovat s ostatními hráči. Odtud také může zakládat hry, popřípadě listovat seznamem již založených her a připojovat se k nim. Zde funkce serveru obvykle končí – jsou-li klienti propojeni, všechna další data (o pozici hráčů a jejich jednotek, chat ve hře) se rozesílají přímo mezi nimi.